# 伊万·费久宁斯基
伊万·伊万诺维奇·费久宁斯基（俄語：Ива́н Ива́нович Федю́нинский，1900年7月30日—1977年10月17日），苏联大将。

## 生平

### 早年生活
1900年，出生于俄罗斯帝国托博尔斯克省。1930年，加入联共。1919年，参加红军。1924年，在符拉迪沃斯托克步兵学校学习，毕业后任排长。1929年，中东路事件时，任远东军队连长。1939年，作为摩托化第36师摩托化步兵第24团中校团长，在诺门罕战役中，因作战有功，被授予苏联英雄称号。

### 二战时期
1940年，任第15兵团司令。1941年，参加指挥列宁格勒战役。1942年10月，任沃尔霍夫方面军副司令。1943年5月，任布良斯克方面军副司令，7月任第11集团军司令，12月任第2突击军团司令。1945年6月，参加在莫斯科红场举行的胜利大游行。

### 战后时期
1946—1947年，任阿尔汉格尔斯克军区司令。1948—1951年，在总参谋部军事学院任教。1951—1954年，任苏军驻德集团军副总参谋长、第一副总司令。1954—1957年，任外高加索军区司令。1957—1965年，任土耳其斯坦军区司令。1965年，任苏联国防部督查组军事顾问监察员。
1977年，在莫斯科逝世。